# Estadio Atanasio Girardot
Estadio Atanasio Girardot – stadion piłkarski w Medellín w Kolumbii. Mecze na tym obiekcie rozgrywają kluby piłkarskie Atlético Nacional i Independiente Medellín. Stadion jest jedną z aren Copa América 2001, Mistrzostw Świata U-20 Mężczyzn 2011 oraz Mistrzostw Świata U-20 Kobiet 2024. Pojemność stadionu wynosi 45 043.

## Budowa i historia renowacji
Pierwsze plany stworzenia stadionu w mieście Medellín sięgają lat 30. XX wieku, jednak otwarcie areny miało miejsce w 1953 roku. Na początku stadion posiadał jeden poziom trybun, w 1977 stworzono wyższą część, którą rozszerzono w 1990 roku.